# Sládečkovo vlastivědné muzeum v Kladně
Sládečkovo vlastivědné muzeum v Kladně je regionální kulturní instituce založená roku 1899. Od r. 2003 je příspěvkovou organizací Středočeského kraje.

## Historie muzea
Městské muzeum bylo založeno v roce 1899 díky iniciativě tehdejšího kladenského starosty Jaroslava Hrušky a základem jeho sbírek se staly náhrobky a umělecké artefakty z původního kostela Nanebevzetí Panny Marie na náměstí (obrazy, sochy), jenž byl roku 1897 zbořen a nahrazen větší stavbou. Sbírky byly vystaveny ve čtyřech místnostech na radnici, ale na začátku první světové války došlo k využití prostor pro potřeby válečné kuchyně a sbírkový fond byl uložen postupně na půdě radnice, v kůlně na dvoře a nakonec ve škole při kapli sv. Floriána.
Po válce došlo k ustavení Musejního spolku, díky němuž na přelomu 20. a 30. let 20. století město od břevnovských benediktinů odkoupilo kladenský zámek, v němž byly vedle muzea umístěny také městský archiv a veřejná knihovna. Prvním ředitelem takto obnovené instituce se stal Antonín Sládeček, jehož jméno dnes muzeum nese. Právě Sládeček položil základy inventarizace sbírkového fondu. Již v letech 1939–1945 však bylo muzeum kvůli válečným událostem znovu uzavřeno, jeho prostory sloužily jako depozitář vystěhovaných kabinetů zdejších škol a některé exponáty, jež protektorátní správa považovala za závadné, byly zabaveny. 
Po vystěhování školních sbírek a nezbytné renovaci bylo muzeum veřejnosti opět otevřeno v dubnu 1946. Expozice se tehdy rozprostírala na celém prvním patře, pouze ve dvou místnostech se nacházela hudební expozice, již dříve zřízená kladenským sbormistrem Cyrilem Novotným. Roku 1954 bylo muzeum změněno na okresní, takže regionálně pokrývalo část okolí Kladna a Unhošťsko. S reformou územní samosprávy v roce 1960 se pak regionální záběr rozšířil o Slánsko, Velvarsko a část Novostrašecka. Vedle těchto proměn se však do podoby muzea otiskla také proměna ideologická, kdy byl kladen důraz na dějiny dělnického hnutí a naopak došlo k uzavření sbírky starého umění.
Po sametové revoluci došlo k osamostatnění regionálních poboček Melicharova vlastivědného muzea v Unhošti (1991) a Městského muzea Velvary (1993). Další zásadní změnu znamenalo zrušení okresních úřadů a přechod muzea pod Středočeský kraj (2003). Při té příležitosti došlo ke změně názvu na Sládečkovo vlastivědné muzeum a dále byla zakoupena jedna z ředitelských vil někdejší Poldiny hutě, kam se celé muzeum přestěhovalo. Ke slavnostnímu otevření došlo 28. března 2008

## Expozice
- Pravěk Kladenska[3]
- Od tvrze k baroknímu zámku[4]
- Od městečka ke královskému hornímu městu[5]
- krátkodobá výstavní činnost

### Pobočky muzea
- Hornický skanzen Mayrau ve Vinařicích[6]
- Rotunda Budeč[7]
- Bunkr v tělese silnice mezi Bratronicemi a Dolním Bezděkovem[8]

## Pracovníci
- Antonín Sládeček (1859–1934), první ředitel
- Zdeněk Kuchyňka (* 1954), ředitel
- Karel Alois Polánek (1887–1953), první kladenský archivář
- Irena Veverková (* 1957), kladenská archivářka
- Jaroslav Vyšín (* 1951), fotograf

## Galerie

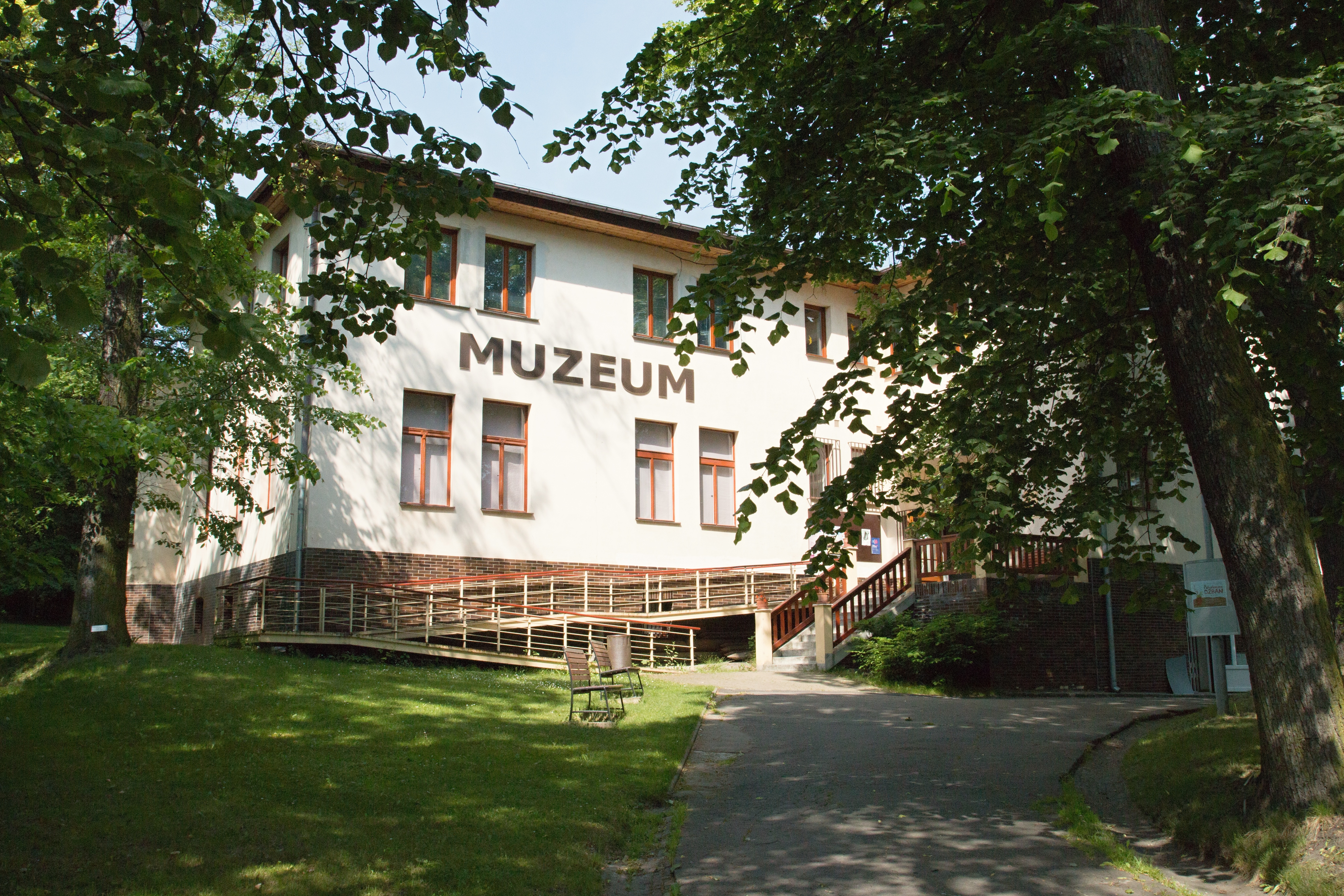
Nová budova Sládečkova vlastivědného muzea
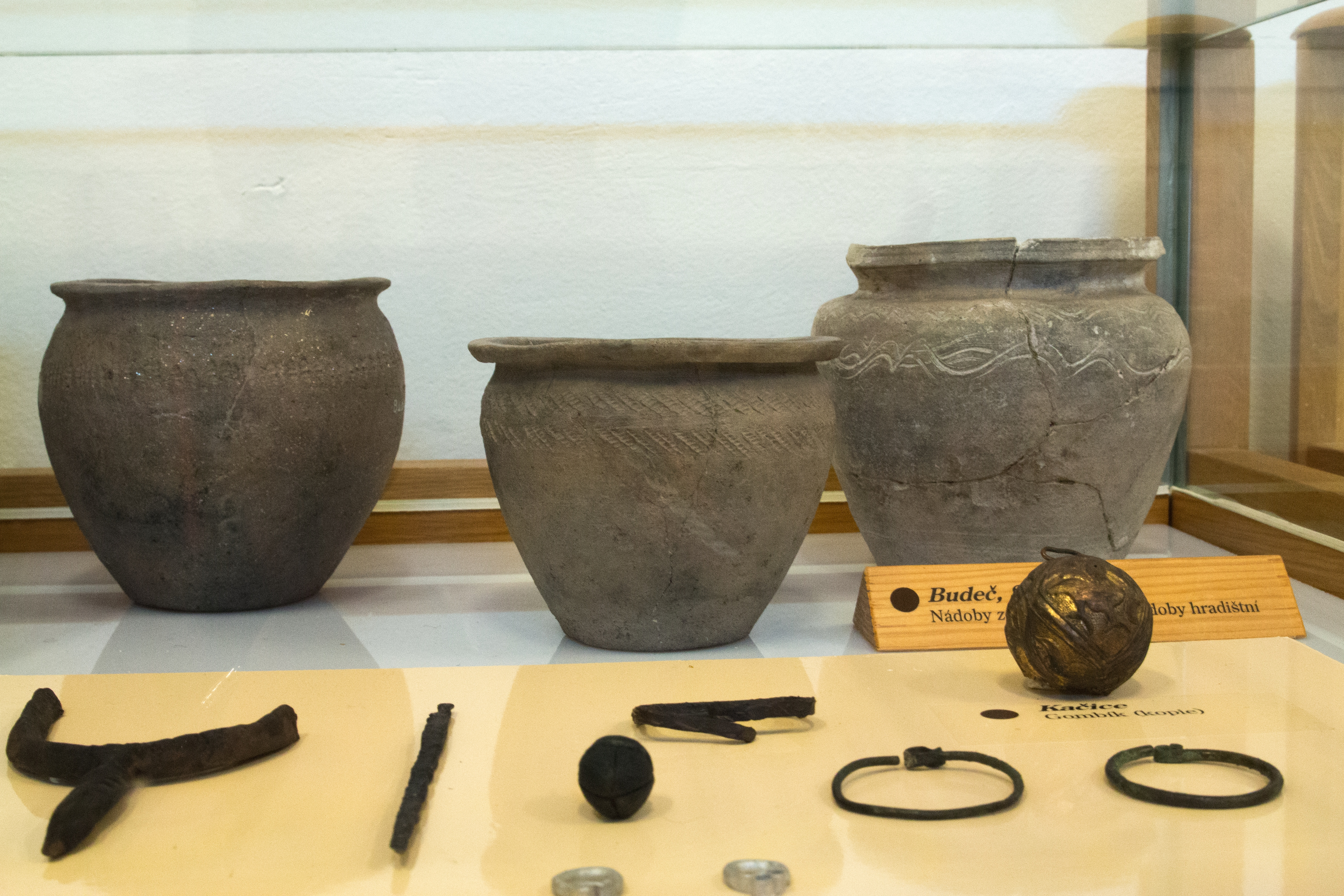
Ukázka z expozice pravěku
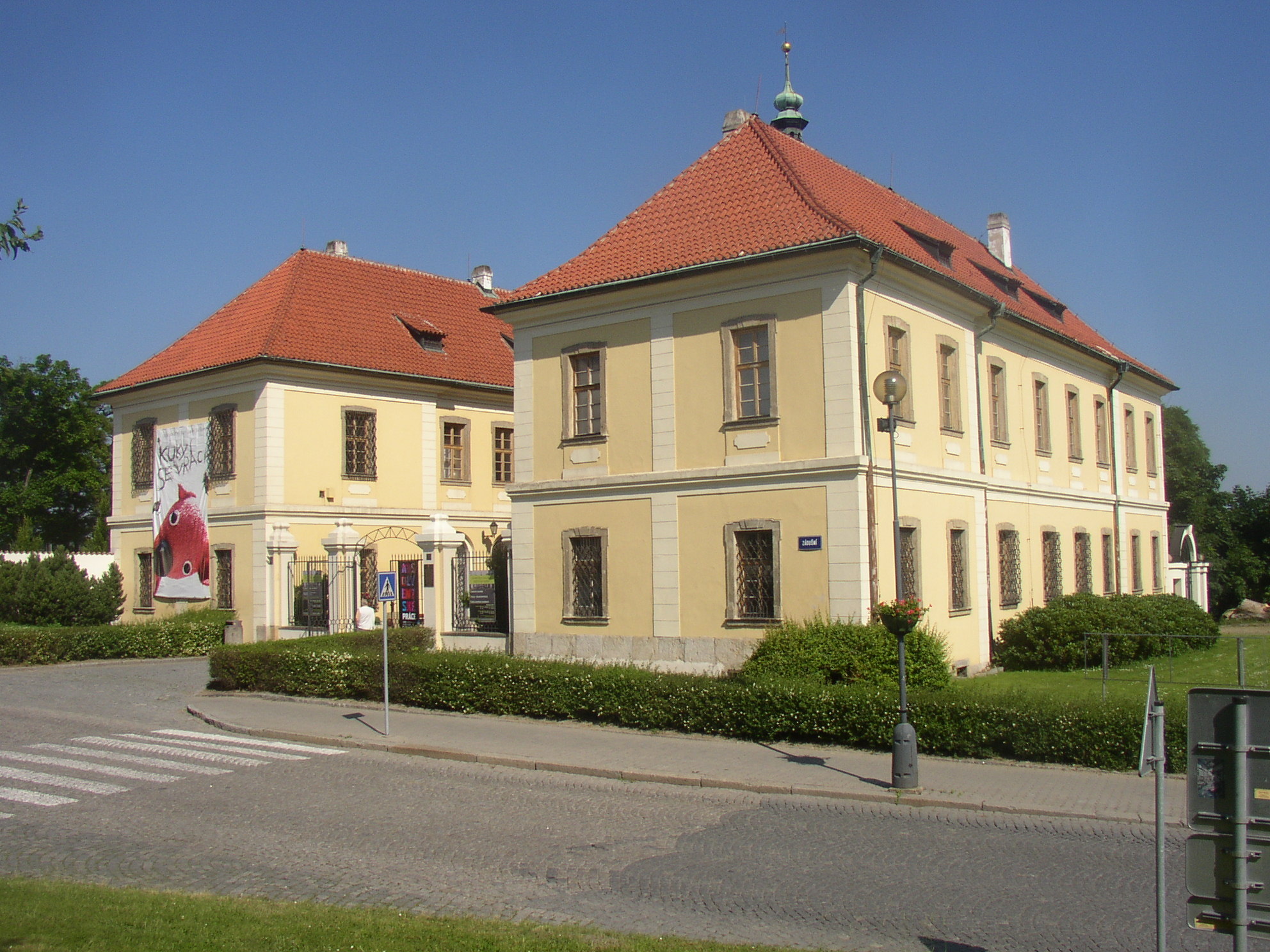
Zámek v Kladně, dlouholeté sídlo muzea
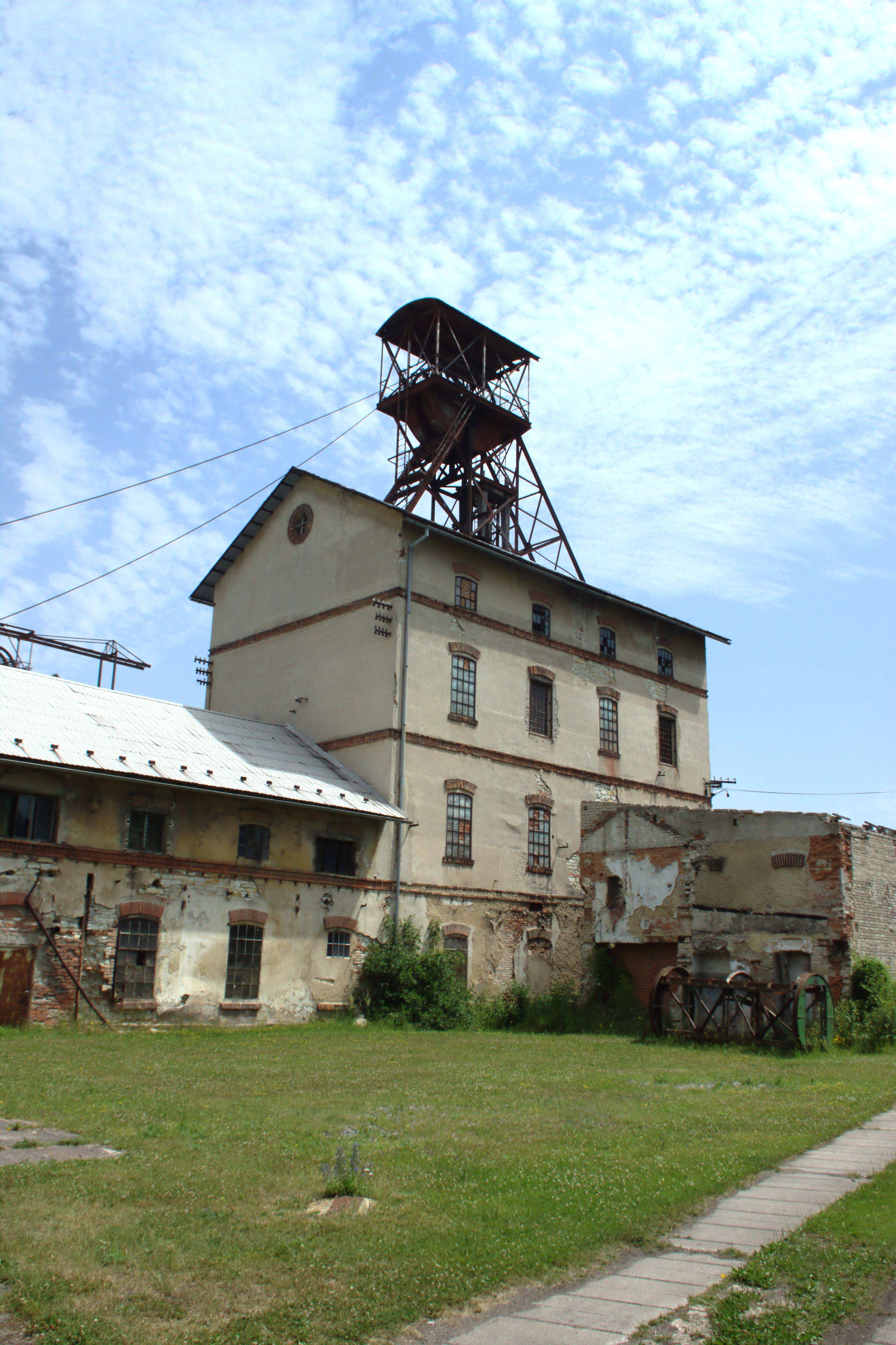
Hornický skanzen Mayrau
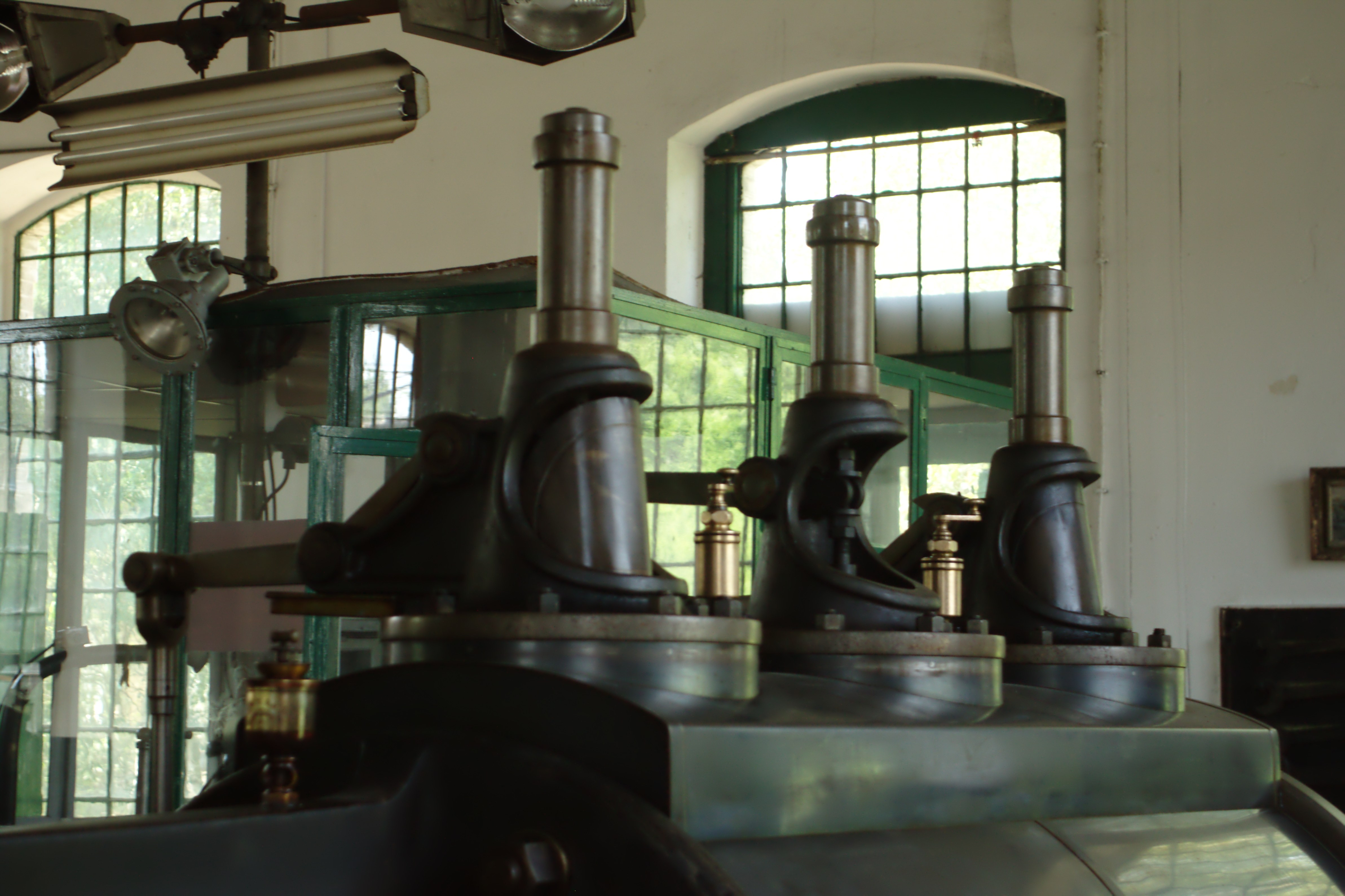
Hornický skanzen Mayrau
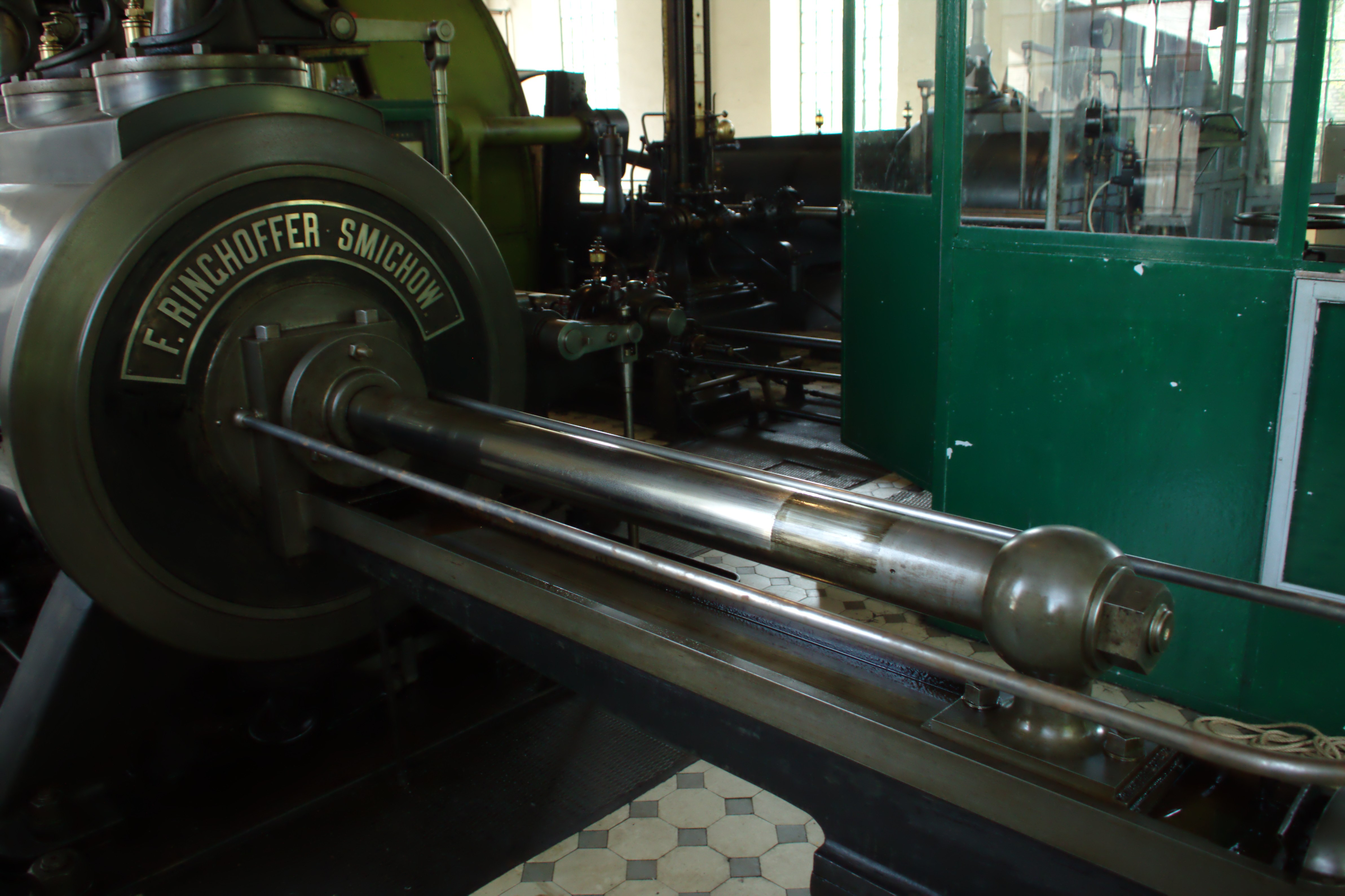
Hornický skanzen Mayrau
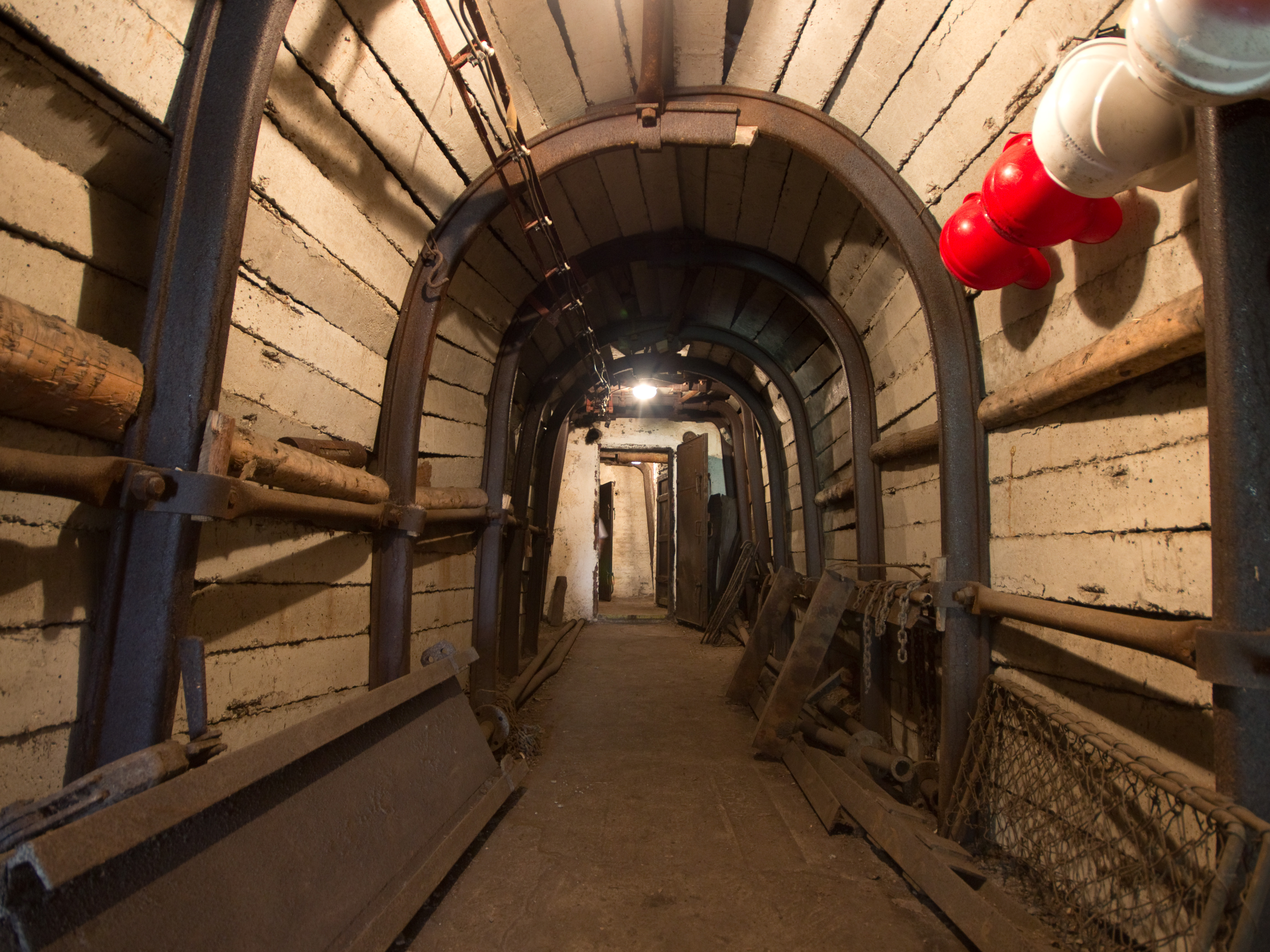
Hornický skanzen Mayrau
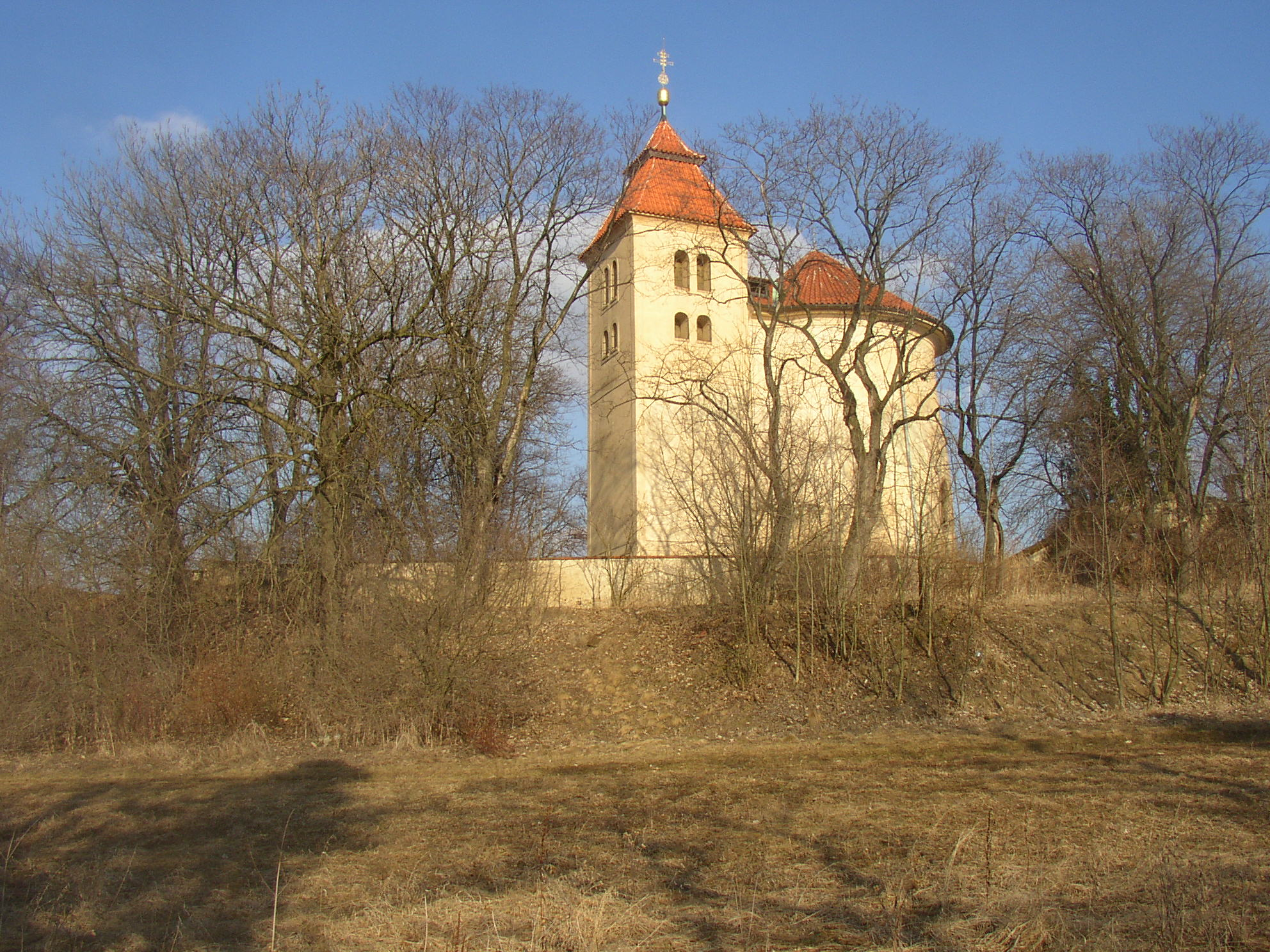
Románská rotunda na Budči
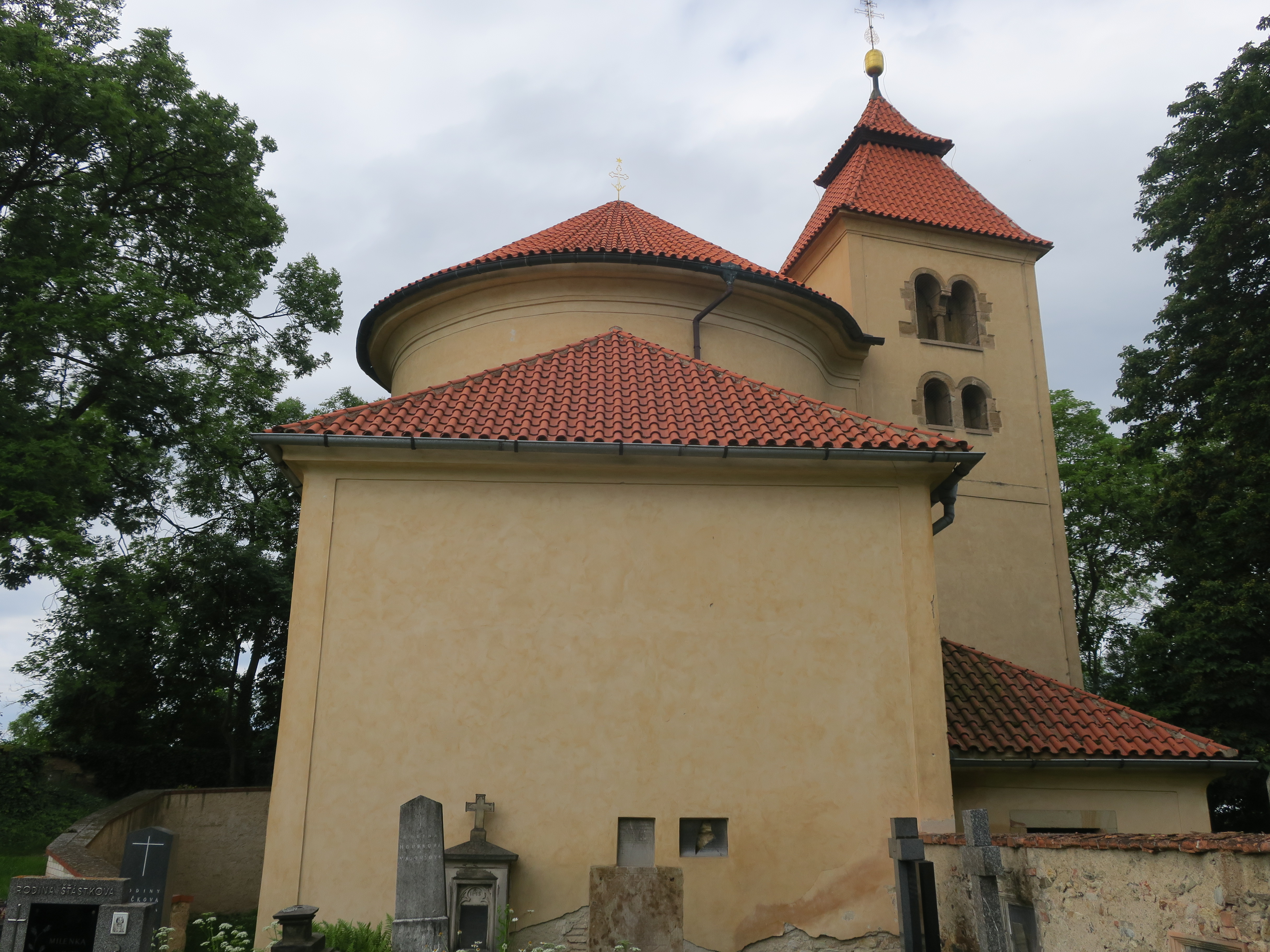
Románská rotunda na Budči
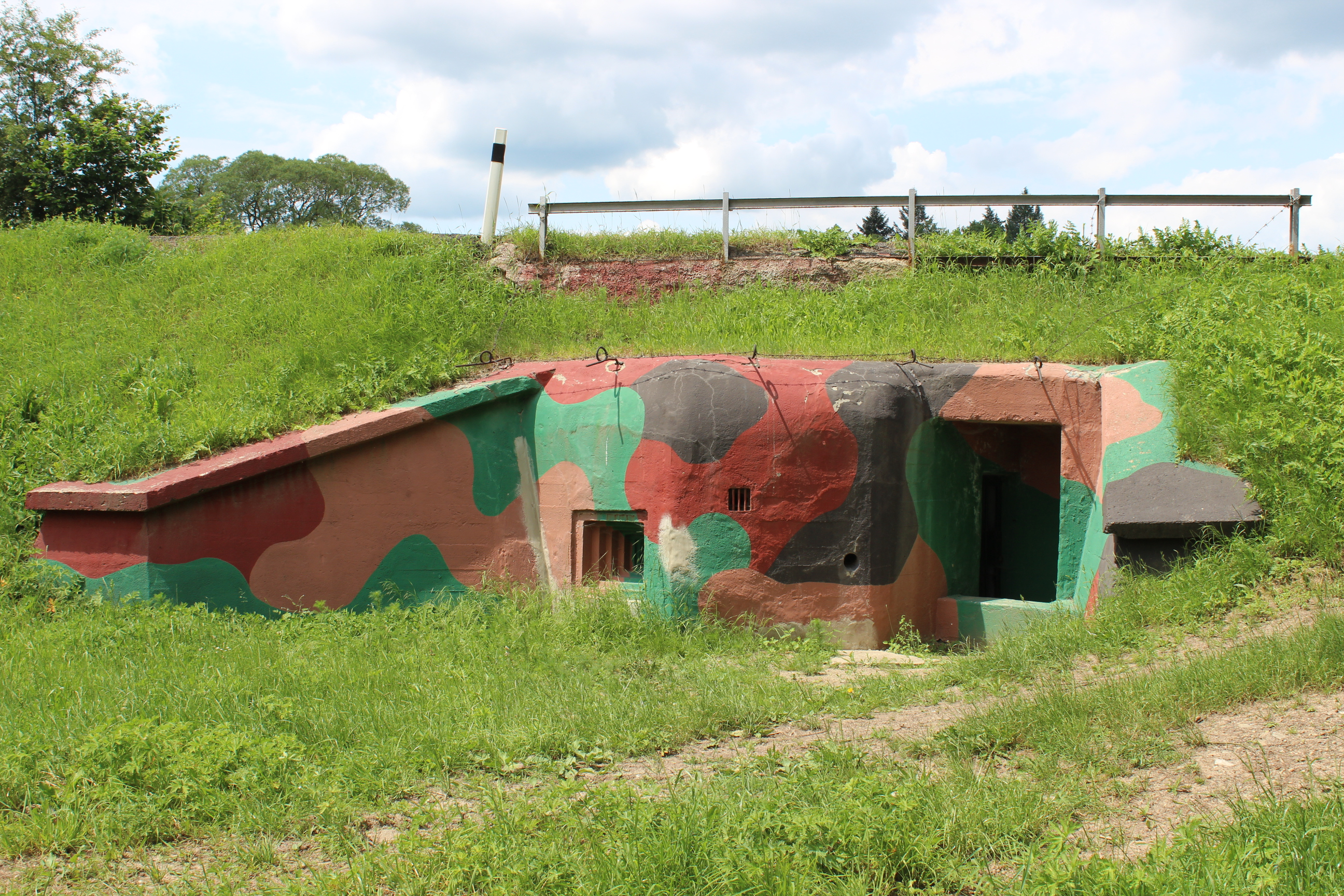
Silniční bunkr u Bratronic